# Kiadáskezelés
A kiadáskezelés a szoftver felépítésének, kezelésének, tervezésének, ütemezésének és vezérlésének folyamata különböző szakaszokon és környezeteken keresztül. 
Ez magában foglalja a szoftverkiadások tesztelését és telepítését is. 

## Háttere
A kiadáskezelés egy viszonylag új, de gyorsan növekvő tudományág a szoftverfejlesztésen belül. Ahogy a szoftverrendszerek, a szoftverfejlesztési folyamatok és az erőforrások egyre inkább megosztottá válnak, úgy lesznek még speciálisabbak és összetettebbek. Ezenkívül a szoftvertermékek (különösen a webalkalmazások) jellemzően egy folyamatos fejlesztési, tesztelési, és kiadási ciklusban vannak, valamint gyakran fejlődő platformokon futnak, és egyre bonyolultabbak. Az ilyen rendszerekhez külön erőforrásokra van szükség, hogy felügyeljék a fejlesztés, tesztelés, telepítés és támogatás integrációját, illetve folyamatát.

## Kapcsolat a Continuous Delivery-vel, a DevOps-sal és az agilis szoftverfejlesztéssel
Az agilis szoftverfejlesztést alkalmazó szervezetek sokkal nagyobb mennyiségű kiadást látnak. Az agilis fejlesztés növekvő népszerűsége által a szoftverkiadások új megközelítése, az úgynevezett Folyamatos szállítás (Continuous Delivery), kezdi befolyásolni, hogy a szoftverek hogyan jutnak el a fejlesztéstől a kiadásig. A Continuous Delivery és a DevOps egyik célja, hogy megbízhatóbb alkalmazásokat adjon ki minél gyorsabban és sűrűbben. A Continuous Delivery folyamatot leginkább így lehetne a legérthetőbben megfogalmazni; az alkalmazás azon mozgását jelenti, amelyet a „felépítéstől” kezdve különböző környezeteken keresztül, egészen a termelésig, a „kiadásig” megtesz.
A kiadáskezelők olyan eszközöket kezdenek el használni, mint például az alkalmazáskiadás automatizálása és a folyamatos integrációs eszközök, hogy elősegítsék a folyamatos kézbesítés folyamatát, és beépítsék a DevOps kultúráját egy feladat automatizálásával; hogy ezáltal gyorsabb, megbízhatóbb és megismételhetőbb legyen ennek az elvégzése. 
A megnövekedett szoftverkiadás miatt egyre nagyobb mértékben támaszkodnak a kiadáskezelési és automatizálási eszközökre, hogy ezeket az összetett alkalmazáskiadási folyamatokat végre tudják hajtani.

## Kapcsolat a vállalati kiadáskezeléssel
Míg a kiadásmenedzsment a fejlesztéstől a tesztelésig és a kiadásig tartó átmenetre összpontosít, egyetlen projekt vagy kapcsolódó projektek gyűjteménye esetében, addig a Vállalati kiadáskezelés (Enterprise Release Management: ERM) egy nagyobb szervezeten belüli egyedi kiadások koordinálására összpontosít. 
Egy több alkalmazásfejlesztési csoporttal rendelkező szervezetnek több hónapon, vagy éven keresztül erősen összehangolt kiadási sorozatra lehet szüksége egy nagyszabású rendszer megvalósításához. Addig az ERM több kiadáskezelő összehangolt erőfeszítését foglalja magában a kiadások szinkronizálására egy IT-portfólió keretében.

## Kapcsolat az ITIL/ITSM-mel
Azokban a szervezetekben, amelyek IT-szolgáltatáskezelési paradigmával, különösen az ITIL-keretrendszerrel kezelik az IT-műveleteket, a kiadáskezelést az ITIL-koncepciók és -elvek vezérlik. Számos formális ITIL-folyamat kapcsolódik a kiadáskezeléshez, elsősorban a kiadás- és telepítéskezelési folyamat, amelynek célja a kiadások tesztelési és élő környezetekbe való mozgásának megtervezése, ütemezése és ellenőrzése, valamint a változáskezelési folyamat. Az ITIL szervezetekben a kiadások ritkábban jelennek meg, mint egy agilis fejlesztői környezetben. A kiadási folyamatokat az IT-műveleti csapatok kezelik IT Service Management jegyrendszerek használatával, kevésbé koncentrálva a kiadási folyamatok automatizálására.

## Fordítás
Ez a szócikk részben vagy egészben  a   Release management című angol Wikipédia-szócikk ezen változatának fordításán alapul.  Az eredeti cikk szerkesztőit annak laptörténete sorolja fel. Ez a jelzés csupán a megfogalmazás eredetét és a szerzői jogokat jelzi, nem szolgál a cikkben szereplő információk forrásmegjelöléseként.